# Zastava Kosova
Zastava Kosova proglašena je 17. veljače 2008. u Kosovskoj skupštini. Prema odredbama Ahtisaarijeva plana, koji predviđa multietničku budućnost Kosova s pravom na državne simbole, zastava nije smjela sadržavati boje nijedne nacionalne zajednice Kosova. Stoga ona na plavoj pozadini koja podsjeća na zastavu Europske unije u sredini sadrži žuti zemljovid Kosova nad kojim je u luku postavljeno šest bijelih zvijezda koje označuju šest najvećih nacionalnih zajednica koje žive na Kosovu: Albance, Srbe, Turke, Gorance, Rome i Bošnjake.
Usporedno s tom zastavom, pojedine etničke zajednice koriste i svoje nacionalne simbole, pa Albanci koriste albansku, a Srbi srpsku zastavu. UN koji kontrolira područje koristio je zastavu UN-a. U lipnju 2007. raspisan je natječaj za zastavu, a njezin je konačan izgled objelodanjen tek 17. veljače 2008. u Kosovskoj skupštini.
Kosovski Albanci, koji čine većinu stanovništva u Kosovu, smatraju zastavu nametnutom od međunarodna zajednice te ju zovu "ručnikom". Tako se često na zgradama državnih ustanova uz kosovsku vijori i albanska zastava.